# Schachtenstein
Schachtenstein, 372 m n. m., je vrch v okrese Česká Lípa Libereckého kraje. Leží asi 2 km jjv. od obce Hamr na Jezeře, na stejnojmenném katastrálním území. Je součástí chráněného území a v minulosti byl využit při těžbě železné rudy. Zdejší území bylo desítky let součástí vojenského výcvikového prostoru Ralsko. Schachtenstein patří mezi geologicky cenné lokality na území národního Geoparku Ralsko.

## Název
Název pochází z němčiny a je složený ze slov der Schacht – šachta, důl a der Stein – kámen, skála. 
Vyskytují se čtyři tvary názvu a to Schachtenstein, Schachtstein, Schächtenstein a Šachtštejn. K nejčastějším patří tvary Schachtstein a Schachtenstein. 
Název Schachtenstein je uváděn v databázi archivu zpráv a posudků České geologické služby. Dále je uveden na turistickém směrovníku Klubu českých turistů. Název používají i webové stránky obce Horní Libchava, stejně jako laické weby, např. turistika.cz.
Název Schachtstein se k roku 2024 používal na mapách Mapy.cz (v závorce), dále jej používal hornický spolek starající se o štolu a je použit i v popisu přírodní památky Děvín a Ostrý. Název se používal i v databázi geologických lokalit České geologické služby. Do roku 2023 se též používal i na základních mapách vydávaných Zeměměřickým úřadem. Název používá i laický web vrcholovka.cz.
Název Schächtenstein se používá v odborné literatuře konkrétně např. v knize Hornické památky České republiky autorů Jaromíra Zelenky a Romana Živora z roku 2019 a v osmidílné Topografické mineralogii Čech Josefa Kratochvíla z 50. a 60. let 20. století. Dále jej používají webové stránky Geoparku Ralsko a laický web mistopis.eu čerpající z knihy Chráněná území ČR III - Liberecko (Brno, Praha 2002) autorů Petera Mackovčina a Jaromíry Kuncové.
Název Šachtštejn je novodobá počeštěná podoba vyskytující se k roku 2024 v základní topografické mapě ČR, v oficiální databázi geografických jmen České republiky Geonames, v katastrální mapě, jako hlavní název na mapách Mapy.cz a v komunitních mapách OpenStreetMap.

## Popis
Schachtenstein je poměrně nevýrazný homolovitý vrch, který bývá často uváděn jen jako vedlejší vrchol Hamerského Špičáku (452 m n. m.). Schachtensteinem, stejně jako Hamerským Špičákem a Děvínem prochází polzenitová žíla ve středo- až svrchnoturonských křemenných a jílovitých pískovcích (na kontaktu pískovců železitých). Polzenity jsou bazické žilné horniny magmatického původu, pocházející ze značných hloubek, pravděpodobně až ze zemského pláště. Stáří severočeských polzenitů se odhaduje na 60 až 80 milionů let. Jméno horniny odkazuje na severočeský region. Autorem názvu je německý geolog Karl-Hermann Scheumann (1881–1964), který horninu pojmenoval podle řeky Ploučnice (německy Polzen).
Vrch je unikátní starým důlním dílem dochovaným po těžbě železné rudy v 17. a 18. století. Temeno kopce protíná nejhlubší dobývka železné rudy na území Geoparku Ralsko. Tento zářez je dlouhý zhruba 70 metrů a dosahuje hloubky až 17 metrů. Ze severozápadního svahu byla kolmo na žílu vyražena přibližně 10 metrů dlouhá štola. Na lokalitě je patrné ústí další, zřejmě ještě hlubší zavalené šachty. Na jižní straně Schachtensteinu byla dobývána druhá polzenitová žila a na západě v údolí Černého rybníka se nachází řada starých pinek.

## Geomorfologické zařazení
Geomorfologicky vrch náleží do celku Ralská pahorkatina, podcelku Zákupská pahorkatina, okrsku Kotelská vrchovina, podokrsku Děvínská pahorkatina a Jelenovršské části.

## Ochrana území, okolí
Schachtenstein je součástí přírodní památky Děvín a Ostrý, zahrnující i přiléhající vrchy na společné vulkanické žíle, která tvoří hřbetovou přímku: cca 500 m sv. ležící, již zmíněný Hamerský Špičák, a dalších cca 400 m na SV ležící Děvín (436 m n. m.) se zříceninou hradu. Skupinu dotváří pískovcová stolová hora Široký kámen (430 m n. m.) nacházející se cca 800 m východně.

## Přístup, obnova dolu
Samotné důlní dílo Schachtensteinu je zatím nepřístupné. V září 2013 ho převzal do své správy Hornicko-historický spolek pod Ralskem se záměrem rekultivovat jej a zpřístupnit za určitých podmínek veřejnosti. K dolu vede odbočka ze žluté turistické trasy propojující červenou trasu ze Stráže pod Ralskem se zelenou trasou.